# Mami!
Mami! (v anglickém originále Mommy) je kanadské filmové drama z roku 2014, které napsal, natočil, sestříhal a produkoval Xavier Dolan. Jedná se o jeho pátý počin. V hlavních rolích účinkují Anne Dorvalová, Antoine Olivier Pilon a Suzanne Clémentová. Film natočil kameraman André Turpin nezvykle ve čtvercovém formátu 1:1. 

## Děj
Film vypráví příběh komplikovaného vztahu dospívajícího Steva (Antoine Olivier Pilon) se syndromem hyperaktivity a neschopnosti soustředění (ADHD) a jeho nekonformní matky Diane (Anne Dorvalová). Ta přijde o auto i o práci a k tomu jí zůstane na krku Steve, kterého jako problémového vyhodí z výchovného zařízení. Přestože má možnost odložit syna s jeho výbuchy agresivity do léčebny s ostrahou, Diane trvá na tom, že jej dokáže zvládnout doma a že Steve zvládne školu. Osamělá dvojice spolu divoce bojuje o převahu v domácnosti a do toho vstupuje utrápená sousedka Kylea (Suzanne Clémentová). I když má své vlastní problémy, podpoří Diane a pomáhá Stevovi s učením. Svět se na pár okamžiků rozjasní, ale záhy vypadnou kostlivci ze skříně, aby tak Diane se synem bojovali chvíli společně proti osudu, chvíli zase proti sobě.

## Obsazení

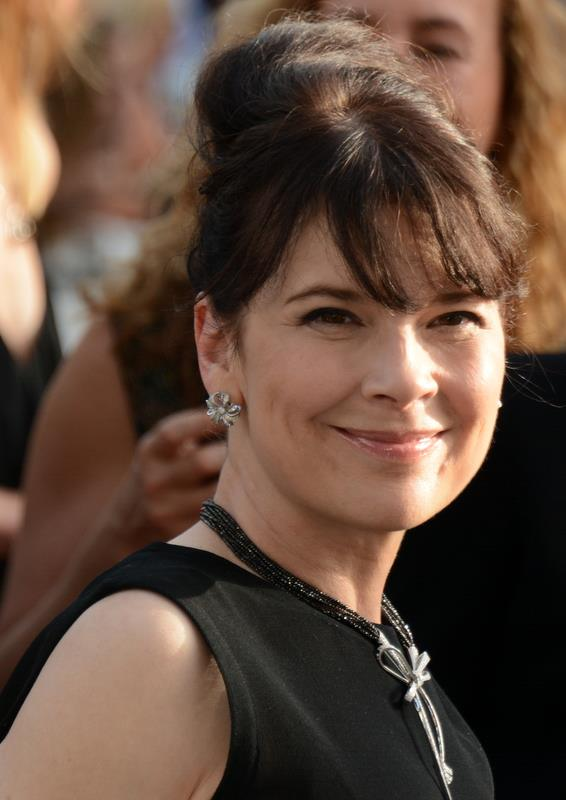
Anne Dorvalová, představitelka Diane

| Anne Dorvalová        | Diane „Die“ Després    |
| Antoine Olivier Pilon | Steve O'Connor Després |
| Suzanne Clémentová    | Kyla, soudedka         |
| Patrick Huard         | Paul, Dianin známý     |
| Alexandre Goyette     | Patrick, manžel Kyly   |

## Produkce
Režisér Dolan s hlavní trojicí protagonistů již dříve spolupracoval. Podle vlastního vyjádření se jeho myšlenky na film poprvé propojily do celku, když režíroval Antoina Oliviera Pilona v hudebním videoklipu „College Boy“ pro new age kapelu Indochine. Anne Dorvalová již předtím ztvárnila mateřskou postavu v Dolanově debutu Zabil jsem svou matku (2009) a tamtéž se v roli učitelky objevila Suzanne Clémentová. S ní pak zopakoval spolupráci u filmu Laurence Anyways (2012).
Natáčení probíhalo v quebeckém městě Longueuil.

## Uvedení
Snímek byl uveden 22. května 2014 v hlavní soutěži na festivalu v Cannes, kde sklidil 13minutový aplaus publika a jeho tvůrce si odnesl Cenu poroty (spolu s Jean-Lucem Godardem za film Adieu au Langage). Byl také vybrán jako zástupce Kanady navržený na Oscara pro cizojazyčný film. V sekci Horizonty byl promítán také na festivalu v Karlových Varech a v listopadu 2014 jej uvedl festival Mezipatra.
Film měl kanadskou distribuční premiéru 19. září 2014 a do českých kin jej uvedl Artcam 30. října téhož roku. Dne 3. června 2017 jej odvysílala Česká televize.

## Přijetí
Kritička Mirka Spáčilová z iDNES.cz označila čtvercový formát snímku za schválnost, ocenila skvělé herce, vtip i náladu, příběh však považovala za těžko uvěřitelný, podle ní „ze zvládnutého řemesla melodramatu prosvítá konstrukce, kalkul, chlad“ (hodnocení: 60 %). Dle Benjamina Slavíka z Aktuálně.cz film „působí jako rozvedení a dopracování [Dolanova] debutu Zabil jsem svou matku z roku 2009“. Vizuální stránku označil za „rozpohybované rodinné fotoalbum“, žánrově pak podle něj „bojuje komedie se sociálním dramatem“ a tento svár končí nerozhodně (hodnocení: 90 %). Podle Martina Šrajera z A2 zúžený rám čtvercového formátu „výrazně omezuje prostor, v němž postavy mohou existovat, a přispívá k dusivé atmosféře filmu.“